# Йосиф Пречистански
Вижте пояснителната страница за други личности с името Иван Николов.
Йосиф Пречистански е български духовник – йеродякон, и революционер, председател на Кичевския и на Крушевския околийски комитет на Вътрешната македоно-одринска революционна организация.

## Биография
Роден е като Иван Николов Иванов (Ролев) в 1870 година в град Крушево, тогава в Османската империя, в семейството на учителя и революционер Никола Ролев. Завършва V клас на българската гимназия в Солун и става учител в Кичевския манастир „Света Богородица Пречиста“. В 1888 година се замонашва под името Йосиф, а в 1890 става дякон. Събира народни умотворения и ги публикува във вестник „Новини“.
Секретар е на Кичевската българска община.
Още в 1894 година е привлечен в революционната организация от Атанас Лозанчев. Той е първият ѝ деец в Кичевско и организатор на революционно движение. В 1896 година основава и оглавява първия околийски комитет в Кичево. Спомага организирането на първата чета на ВМОРО в района на Дуко Тасев през октомври 1897 година. В 1899 година властите го арестуват и затварят за година и един месец заедно с Лука Джеров, свещеник Тома Николов, Славейко Арсов, поп Стоян от същия манастир и други около 12-13 души. Предадени са от шпионин на име Яне от Дебърско и лежат 8 месеца в Кичевския затвор и други 5 месеца в Битолския.
Връща се в Крушево и става член на околийския комитет, който оглавява след аферата с Неделното училището и забягването на Димитър Иванов в България. През май 1902 година вече тежко болен организира крушевската милиция, която отива на помощ на обкръжената в Ракитница чета на крушевския войвода Велко Марков. Никола Киров пише за него:
| „ | Боленъ на легло, следствие на преживенитѣ въ затвора страдания, дяконътъ работѣше съ жарь много по-силна отъ огъня на трѣската му, която изгаряше младинитѣ му и която го хвърли преждевременно въ гроба. Нѣмайки сили да напусне кѫщата, да грабне пушката и да защити обсадената Велкова чета въ с. Ракитница (1902 г.), дяконътъ не заповѣдваше, а вливаше духътъ си в гърдитѣ на момцитѣ, които изпращаше на помощь на обсаденитѣ другари. | “ |

Дякон Йосиф умира от туберкулоза в началото на 1903 година.